# Georg Ebert (Ökonom)
Georg Ebert (* 26. Januar 1931; † 11. Dezember 2020 in Berlin) war ein deutscher Ökonom und Kommunalpolitiker (SED, PDS, Die Linke).

## Leben
Georg Ebert war der Sohn des Ost-Berliner Oberbürgermeisters Friedrich Ebert junior und damit Enkel des Reichspräsidenten Friedrich Ebert. Nach dem Abitur studierte er von 1950 bis 1954 Wirtschaftswissenschaften an der Berliner Humboldt-Universität und übernahm anschließend eine Assistententätigkeit. Von 1958 bis 1962 hielt er sich in Moskau auf, wo er an der Akademie für Gesellschaftswissenschaften beim Zentralkomitee der KPdSU promoviert wurde. Nach seiner Rückkehr nach Ost-Berlin wurde er als Ökonom an die Parteihochschule „Karl Marx“ der SED berufen, wo er von 1964 bis 1974 Stellvertretender Leiter des Lehrstuhls für „Politische Ökonomie des Sozialismus“ war. Danach übernahm er unter den Direktoren Hanna Wolf, Kurt Tiedke und Götz Dieckmann bis zur Liquidation der Akademie 1990 die Leitung dieses Lehrstuhls.
Im Jahr 1981 wurde er mit dem Vaterländischen Verdienstorden in Silber ausgezeichnet. 2010 veröffentlichte er ein Buch über das Privatleben seines Großvaters Friedrich Ebert; 2014 erschien der Briefwechsel mit seinem Vater aus den letzten Jahren des Zweiten Weltkriegs.

## Politik
Ebert hatte von 1993 bis 2001 einen Sitz in der Gemeindevertretung von Glienicke/Nordbahn inne und war von 1994 bis 2001 deren Vorsitzender. Von 2003 bis 2008 war er Abgeordneter in der Gemeindevertretung von Ahrensfelde. Die Partei Die Linke im Landtag von Thüringen benannte ihn 2009 als Abgeordneten der 13. Bundesversammlung.

## Veröffentlichungen (Auswahl)
- Georg Ebert und Gottfried Tittel: Das ökonomische Grundgesetz des Sozialismus. Berlin: Dietz 1977 (mehrere Auflagen)
- Georg Ebert: Höchste Wohlfahrt für das ganze Volk. Berlin: Dietz 1980
- Rosel und Georg Ebert: Friedrich Ebert. Lebensräume. Dezember 1905 bis Oktober 1919. Berlin: Trafo 2010, ISBN 978-3-89626-966-9
- Georg Ebert: Im Spannungsfeld zweier Welten. Episoden aus meinem Leben. Vor- und Nachwendezeit. Berlin: Trafo 2013
- Rosel Ebert (Hrsg.): Friedrich Ebert jun. Briefwechsel mit seinem Sohn Georg 1943–1945, ergänzt durch Kindheitserinnerungen von Georg Ebert. Berlin: Trafo 2014